# У номерах (оповідання)
«У номерах» (рос. В номерах) — оповідання А. П. Чехова, вперше опубліковане у 1885 році.

## Історія публікації
Це оповідання А. П. Чехова написане в 1885 році, вперше опубліковане в 1885 році в журналі «Осколки», № 20 від 18 травня з підписом «А. Чехонте». Твір було опубліковано у виданні А. Ф. Маркса і невеликими змінами: змінено прізвища персонажів, їхні мовні характеристики.
За життя Чехова оповідання перекладалося болгарською, німецькою, сербськохорватською, чеською і шведською мовами.

## Сюжет
Одного разу в готелі проживала з дочками полковниця Нашатиріна. У цей час у сусідньому номері жив штабс-капітан Кікін. Гучна і непристойна мова Кікіна роздратували полковницю. Вона знайшла господаря готелю і стала йому скаржитися на штабс-капітана: «Або дайте мені інший номер, або ж я зовсім поїду з ваших проклятих номерів! Це вертеп! Даруйте, у мене дорослі дочки, а тут день і ніч одні тільки гидоти чуєш! На що це схоже? День і ніч! Інший раз він таке витисне, що просто вуха в'януть! Просто як візник! Добре ще, що мої бідні дівчатка нічого не розуміють, а то хоч на вулицю з ними біжи… Він і зараз щось говорить! Ви послухайте!».
Неодружені дочки полковниці, Ліля і Мила, чуючи ці розмови, потупилися. Полковниця на різні лади лаяла Кікіна. Господар готелю також нарікав на постояльця. Він розповів, що той «прокинеться вранці і давай ходити по коридору в одному, вибачте, спідньому. А то ось візьме револьвер у п'яному вигляді та давай садити кулі в стіну. Вдень винище тріскає, вночі в карти ріжеться… А після карт бійка…». Однак він не може його виселити, позаяк попри рішення мирового судді про його виселення, той подавав на апеляцію та касацію. Проте господар дав Кікіну і таку характеристику: «Молодий, красивий, розумний… Коли не напідпитку».
Полковниця пошкодувала дружину Кікіна, але тут дізналася, що той не був одружений. Ця звістка змусила її замислитися, згадати, що неодружені і її дочки. Вона попросила господаря нагадати Кікіну про його поведінку і сказати, що проживає в сусідньому номері. Дочок же вона попросила одягтися краще на всяк випадок — може бути, тут вирішиться їхня доля.